# Centropogon preslii
Centropogon preslii är en klockväxtart som beskrevs av Franz Elfried Wimmer. Centropogon preslii ingår i släktet Centropogon och familjen klockväxter. Inga underarter finns listade i Catalogue of Life.